# Nalbantlar, Söke
Nalbantlar là một xã thuộc huyện Söke, tỉnh Aydın, Thổ Nhĩ Kỳ. Dân số thời điểm năm 2010 là 289 người.